# Ellerbeck Peak
Ellerbeck Peak är ett berg i Sydgeorgien och Sydsandwichöarna (Storbritannien). Det ligger i den nordvästra delen av Sydgeorgien och Sydsandwichöarna. Toppen på Ellerbeck Peak är 683 meter över havet, eller 528 meter över den omgivande terrängen. Bredden vid basen är 4,1 km.
Terrängen runt Ellerbeck Peak är huvudsakligen kuperad, men åt sydväst är den bergig. En vik av havet är nära Ellerbeck Peak åt nordväst.  Trakten runt Ellerbeck Peak är nära nog obefolkad, med mindre än två invånare per kvadratkilometer. Det finns inga samhällen i närheten. Trakten runt Ellerbeck Peak är permanent täckt av is och snö.